# Василівка (Касторенський район)
Василівка (рос. Васильевка) — село в Касторенському районі Курської області Російської Федерації.
Населення становить 41 особу. Входить до складу муніципального утворення Краснознаменська сільрада.

## Історія
Населений пункт розташований на території українського етнічного та культурного краю Східна Слобожанщина.
Від 2004 року входить до складу муніципального утворення Краснознаменська сільрада.

## Населення
| 2002 | 2010 |
| ---- | ---- |
| 76   | ↘41  |